# Кабидова, Хадижат Магомедовна
Хадижат Магомедовна Кабидова (август 1910, Казань, Российская империя — 1994) — советский педагог, ректор Дагестанского педагогического института (1958—1964).

## Биография
Родилась в Казани в августе 1910 года, однако, вскоре её семья вернулась в родной аул — Телетль (ныне — Шамильский район Дагестана). Рано лишилась отца, вскоре умерла и мать, её отдали в детский дом в Буйнакске. Окончила Первый Дагестанский педагогический техникум. После чего училась в Москве на высших курсах марксизма-ленинизма. После их окончания работала инструктором, затем и заведующей отделом Дагестанского обкома ВЛКСМ. В годы Великой Отечественной войны по предложению Первого секретаря Дагестанского областного комитета ВКП(б) Азиза Мамедовича Алиева, в 1943 году её назначили народным комиссаром социального обеспечения Дагестанской АССР, она стала первой женщиной народным комиссаром Дагестана, в должности проработала до 1945 года. С 1958 году по 1964 годы Кабидова работала в должности директора Дагестанского государственного женского педагогического института. В 1973 году окончила исторический факультет Дагестанского педагогического института. Умерла в 1994 году.

## Награды и звания
- Два Ордена Трудового Красного Знамени;
- Медаль «За оборону Кавказа»;
- Отличник народного просвещения РСФСР (1964);
- Почетные грамоты Президиума Верховного Совета Дагестанской АССР.